# Ghat, Libia
Ghat este un oraș în partea de sud-vest a Libiei, reședința districtului Ghat. Localitatea este deservită de un aeroport.